# Trombendarterektomija
Trombendarterektomija ili endarektomija je invazivna rekonstruktivna hirurška metoda, koja se izvodi kod obliterirajućih (okluzivnih) bolesti arterija, prvenstveno kod ateroskleroze. Danas je ovo metoda izbora za rekanalizaciju suženja krvnih sudova, čijom primenom se može otkolniti prepreke i do oko 10 santimetara dužine, od strane dobro obučenih hirurga ili radiologa (uz primenu vaskularnog katetera). 
Ukupni troškovi jedne endarterektomije, u koji uključuju dijagnostičke testove, operaciju, hospitalizaciju, i praćenje bolesnika nakon operacije, variraju u skladu sa opremom bolnice, stručnim zvanjem lekara, a pre svega od zemlje do zemlje u kojoj se operacija izvodi, i kreće se oko 15.000 dolara. Za bolesnike koji su veoma mladi, vrlo stari, vrlo bolesni, ili kojima je potrebno više opsežnijih operacija, troškovi lečenja mogu biti i veći.

## Opšta razmatranja
Suženje ili oklizija krvnog suda obično je izazvana nagomilavanjem masnih plakova na zidovima kevnih sudova, koje najčešće nastaje kao rezultat dugogodišnjeg pušenja, visokog krvnog pritiska, ili slabo kontrolisana đećerne bolesti. Na krvnim sudovima suženja obično nastaju polako kroz više godina, ali je to moguće i u kratkom vremenu ako se krvni sud zapuši krvnim ugruškom ili emboilusom koji se formiraju brzo, izazivajući iznenadnu tešku bol u pogođenoj nozi ili ruci, srcu itd.
Okluzija (začepljenje) arterije dovodi do ishemičkih incidenata svojom: 
- Hemodinamikom — hemodinamskim poremećajima koji su posledica stenoze (suženja) visokog stepena (preko 70%) koja kritično smanjuje protok krvi, izazivajući ishemiju u vitalnim organima. One se obično javljaju kod višestrukih okluzija supra i infraaortnih arterija, pogotovo u kombinaciji sa srčanim i drugim vaskularnim oboljenjima.[2]
- Trombo-emboligenim potencijalom
- Kombinacijom oba mehanizma

Ekstenzivnost ishemičnih lezija zavisi od: stepena i dužine stenoze, kolateralnog sistema, sistemskog krvnog pritiska, preishemičkog nutricionog stanja itd

## Cilj
Cilj trombendarterektomije i drugih rekonstruktvnih zahvata na arterijama koje dovode krv do vitalnih otrgana je: 
- prevencija cerebrovaskularnog i kardiogenog insulta,
- otklanjanje neuroloških i srčanih tegoba na duže staze,
- sprečavanje demencije, senilnosti i drugih posledica hronične cerebralne ishemije.
- sprećavanje ishemaijom izazvane gangrene udova itd.

Tako npr. karotidna endarterektomija podrazumeva čišćenje arteriosklerotičnog i trombogenog materijala sa endotelom ledirane karotidne arterije. 
U slučaju da je okluzivna bolest u stadijumu stenoze (bez okluzije) i da nema znakova ulceracije plaka sa prizidnom trombozom (emboligeni plak) dolazi u obzir perkutana transluminalna dilatacija ili neka od endovaskularnih procedura (stent, graftstent).
Indikacije za hirurško lečenje zavise od: lokalizacije, karaktera i stepena arteriosklerotične lezije, srčanog i neurološkog stadijuma ishemičnih oštećenja mozga i prisustva pratećih oboljenja ili potencijalne opasnosti od gangrene udova.

## Način izvođenja
Trombendarterektomija se zasniva na odstranjenju obliterirajućeg čepa zajedno sa obolelim unutrašnjim slojem krvnog suda. Ona se vrši pomoću disektora ili pomoću fleksibilne žice koja ima na vrhu omču u obliku prstena. Prema načinu rada može biti: otvorena, zatvorena trombendarterektomija i perkutana transluminalna angioplastika.

### Otvorena trombendarterektomija
Izvodi se tako što se nakon uzdužnog reza (arteriotomija) na mestu začepljenja krvnog suda, oštrim disektorom oljušti obliterisani segment (čep). Nakon toga se vrši ušivanje krvnog suda. 
Indikacije
Otvorena trombendarterektomija se primjenjuje kod kratkih opstrukcija na krvnom sudu.

### Poluzatvorena trombendarterektomija
Za razliku od otvorene trombendarterektomije, ova metoda se primenjuje kada je arterija u celoj dužini začepljenja. Zasniva se na izvođenju dve kratke incizije iznad gornjeg i donjeg kraja opstrukcije, kako bi se pod kontrolom oka odstranilo začepljenje.
Indikacije
Poluzatvorena trombendarterektomija se primjenjuje kod opstrukcija srednje dužine.

### Zatvorena trombendarterektomija
Izvodi se tako što se načine dve kratke arteriotomije na proksimalnom i distalnom dielu začepljene arterije, pa se fleksibilnom žicom koja ima omču na vrhu ljuštenjem uklanja začepljenje. Nedostatak ovog postupka je to što ponekad zaostanu komadići intime krvnog suda, oko kojih mogu nastati tromboza i ponovna opstrukcija.
Indikacije
Zatvorena trombendarterektomija se primimenjuje kod dugačkih opstrukcija u femoropoplitealnom području,

### Perkutana transluminalna angioplastika
Metoda koja se zasniva na perkutanoj transluminalnoj angioplastci spada u red novijih metoda, koja ima cilj da kompresijom uspostavi ponovna prohodnost lumena začepljenog krvnog suda. Izvodi se tako što se kroz otvor na krvnom sudu ruke ili prepona u arterijski ili venski sistem uvodi specijalni žičani kateter sa ili bez praznog gumenog balona na vrhu, (poznat kao balon kateter), koji se plasira u predeo suženja na krvnom sudu, a zatim napumpava do određene veličine vodom pod pritiskom 75 do 500 puta većim od normalnog krvnog pritiska (6 do 20 atmosfera). Balon sabija i mrvi masne naslage na zidu krvnog suda, otvara (širi) lumen krvnog suda i poboljšava ili rekanališe protok krvi kroz sužen krvni sud. Nakon završene dilatacije krvnog suda balon se ispumpava i izvlači iz cirkulacionog sistema pacijenta.
Indikacije
Perkutana transluminalna angioplastika se primenjuje kod začepljenja kraćeg segmenta krvnog suda, optimalno dužine do 2 cm.
| Apsolutne indikacije | Relativne indikacije |
| --- | --- |
| - Česti ili teški bolovi u grudima (angina pektoris), koji ne reaguje na lek. - Dokaz o jako smanjenom protoku krvi (ishemija) na područje srčanog mišića uzrokovan jednom suženeom koronarnom (srčanom) arterijom. - Prognoza da će lečenje arterije biti uspešno primenom angioplastike sa ili bez stenta. - Pacijent se nalazi u dovoljno dobrom zdravstvenom stanju za provođenje procedure. | - Nema dokaza o smanjenom protok krvi u srčani mišić. - Samo mala područja srca su u opasnosti, a nemate onemogućavanje bol u grudima (angina). - Opasnosti od komplikacija ili smrti tokom angioplastika zbog drugih zdravstvenih problema. - Anatomske promene na arterijama čini angioplastiku ili ugradnju stenta previše rizično ili će ometati uspešnost postupka. - U bolnici ne postoji dovoljan broj specijalista kako bi se osigurala kompetentnost intervencije u slučaju komplikacija. - Bolnica nema pristup hitnim kardiohirurškim objekatima. |

## Spoljašnje veze
|  | Molimo Vas, obratite pažnju na važno upozorenje u vezi sa temama iz oblasti medicine (zdravlja). |